# الینگتون، دورست
الینگتون (به انگلیسی: Allington) یک روستا و محله مدنی در بریتانیا است که در وست دورست واقع شده‌است. الینگتون ۷۶۶ نفر جمعیت دارد.